# Épisodes du Retour de K 2000
Cet article est le guide des épisodes de la série télévisée américaine Le Retour de K 2000 (Knight Rider).

## Épisodes

### Épisode pilote:Retrouvailles
- États-Unis : 17 février 2008 sur NBC
- France :
  - 5 juillet 2009 sur Canal+ Family
  - 16 avril 2014 sur NRJ 12

- David Hasselhoff (Michael Knight)

### Épisode 1:La Mallette
- États-Unis : 24 septembre 2008 sur NBC
- France : 
  - 5 juillet 2009 sur Canal+ Family
  - 16 avril 2014 sur NRJ 12

- États-Unis : 7,349 millions de téléspectateurs[1] (première diffusion)

- Johnny Messner (Sean Owens)

### Épisode 2:La Mort au bout du canyon
- États-Unis : 1er octobre 2008
- France : 
  - 12 juillet 2009 sur Canal+ Family
  - 16 avril 2014 sur NRJ 12

- États-Unis : 7,766 millions de téléspectateurs[2] (première diffusion)

### Épisode 3:Nom de code: Iguana
- États-Unis : 8 octobre 2008
- France : 
  - 12 juillet 2009 sur Canal+ Family
  - 16 avril 2014 tsur NRJ 12

- États-Unis : 6,856 millions de téléspectateurs[3] (première diffusion)

### Épisode 4:Étrange Randonnée
- États-Unis : 15 octobre 2008
- France : 
  - 19 juillet 2009 sur Canal+ Family
  - 23 avril 2014 sur NRJ 12

- États-Unis : 7,470 millions de téléspectateurs[4] (première diffusion)

### Épisode 5:La Chasse aux mercenaires
- États-Unis : 22 octobre 2008
- France : 
  - 19 juillet 2009 sur Canal+ Family
  - 23 avril 2014 sur NRJ 12

- États-Unis : 7,226 millions de téléspectateurs[5] (première diffusion)

### Épisode 6:Le Robot tueur
- États-Unis : 5 novembre 2008
- France : 
  - 26 juillet 2009 sur Canal+ Family
  - 23 avril 2014 sur NRJ 12

- États-Unis : 5,124 millions de téléspectateurs[6] (première diffusion)

### Épisode 7:Cibles sensibles
- États-Unis : 12 novembre 2008
- France : 
  - 26 juillet 2009 sur Canal+ Family
  - 30 avril 2014 sur NRJ 12

- États-Unis : 5,342 millions de téléspectateurs[7] (première diffusion)

### Épisode 8:Les Signes du zodiaque
- États-Unis : 19 novembre 2008
- France : 
  - 2 aout 2009 sur Canal+ Family
  - 30 avril 2014 sur NRJ 12

- États-Unis : 5,205 millions de téléspectateurs[8] (première diffusion)

### Épisode 9:Le Virus
- États-Unis : 31 décembre 2008
- France : 
  - 2 aout 2009 sur Canal+ Family
  - 30 avril 2014 sur NRJ 12

- États-Unis : 4,540 millions de téléspectateurs[9] (première diffusion)

### Épisode 10:Mission explosive:1repartie
- États-Unis : 7 janvier 2009
- France : 
  - 9 aout 2009 sur Canal+ Family
  - 7 mai 2014 sur NRJ 12

- États-Unis : 5,736 millions de téléspectateurs[10] (première diffusion)

### Épisode 11:Mission explosive:2epartie
- États-Unis : 14 janvier 2009
- France : 
  - 9 aout 2009 sur Canal+ Family
  - 7 mai 2014 sur NRJ 12

- États-Unis : 5,378 millions de téléspectateurs[11] (première diffusion)

### Épisode 12:Kitt contre Karr
- États-Unis : 21 janvier 2009
- France : 
  - 16 aout 2009 sur Canal+ Family
  - 7 mai 2014 sur NRJ 12

- États-Unis : 4,928 millions de téléspectateurs[12] (première diffusion)

### Épisode 13:Les Otages
- États-Unis : 28 janvier 2009
- France : 
  - 16 aout 2009 sur Canal+ Family
  - 7 mai 2014 sur NRJ 12

- États-Unis : 6,229 millions de téléspectateurs[13] (première diffusion)

### Épisode 14:Le Fight Club
- États-Unis : 4 février 2009
- France : 
  - 23 aout 2009 sur Canal+ Family
  - 14 mai 2014 sur NRJ 12

- États-Unis : 4,996 millions de téléspectateurs[14] (première diffusion)

### Épisode 15:Un témoin crucial
- États-Unis : 11 février 2009
- France : 
  - 23 aout 2009 sur Canal+ Family
  - 14 mai 2014 sur NRJ 12

- États-Unis : 5,482 millions de téléspectateurs[15] (première diffusion)

### Épisode 16:Un vieil ami
- États-Unis : 18 février 2009
- France : 
  - 30 aout 2009 sur Canal+ Family
  - 14 mai 2014 sur NRJ 12

- États-Unis : 5,317 millions de téléspectateurs[16] (première diffusion)

### Épisode 17:Force surhumaine
- États-Unis : 4 mars 2009
- France : 
  - 30 aout 2009 sur Canal+ Family
  - 14 mai 2014 sur NRJ 12

- États-Unis : 5,679 millions de téléspectateurs[17] (première diffusion)